# メクラチビゴミムシ
メクラチビゴミムシはチビゴミムシ亜科のゴミムシのうち、地下生活に強く適応した結果複眼を失った一群の総称である。かつては洞窟で進化した洞穴生物と考えられた。しかし、洞穴生物学の研究の進展により、土壌より下層の地下浅層と呼ばれる層で、風化した岩石の間に形成された間隙に適応して進化した昆虫であり、洞窟以外でも地下の広い範囲に生息することが明らかになった。

## 概要
地下浅層の岩石間の亀裂のネットワークに生息するため地域ごとに個体群が隔離されがちで、狭い地域ごとに固有種が種分化しており、日本だけでも2族30属300種以上が確認されている。
いわゆる洞穴生物の通例の通り目が退化しているが、その代わりに感覚毛が長く伸びて発達している。
メクラチビゴミムシ類など洞穴性の甲虫の研究は、元国立科学博物館の上野俊一の洞穴生物学の研究で重要な位置を占めており、彼の一連の研究によって洞穴生物の生物学上の位置づけに新しい視野がもたらされた。つまり、洞穴固有と考えられていた、極端に地下生活に適応した多くの無脊椎動物が、洞穴以外の地下浅層に広範に生息し、その延長線上で洞穴にも進出していることが明らかになったのである。こうした経緯で、日本から新種記載されているメクラチビゴミムシ類の相当数が上野の記載による。
近年になって多くの種類がレッドリスト昆虫類に載るようになってきている。生息地が狭いこともあり保護は進んでいない。カドタメクラチビゴミムシ Ishikawatrechus intermedius ・コゾノメクラチビゴミムシ Rakantrechus elegans は2020年時点で環境省の昆虫類レッドリストにて絶滅（環境省レッドリスト）として記載されている。
なお「メクラ」は差別用語とされ、「メクラ」を含む和名が改名された種の例も存在するが、メクラチビゴミムシに関して上野俊一は「実際の差別と言葉は無関係。標準和名は学名に対応しており、変えると混乱を招く」として改名に反対する意見を表明しており、2020年（令和2年）時点でも改名はされていない。

## 日本に生息する種類
ナガチビゴミムシ群
ナガチビゴミムシ属 Trechiama
北海道・本州・四国・九州北部および淡路島（兵庫県）・小豆島（香川県）などに生息し、海外では中国大陸・台湾でも確認されている。有眼種から完全な盲目種まで含まれる属である。
キイメクラチビゴミムシ属 Kusumia
本州の紀伊半島にのみ生息し、比較的大型の盲目種で構成される。
ツヤメクラチビゴミムシ属 Ishikawatrechus
四国固有の属で、大半の種類が準絶滅危惧に指定されている。
カドタメクラチビゴミムシ Ishikawatrechus intermedius S. Uéno, 1957 （体長4.5 - 5.7 mm）は高知県吾川郡いの町（旧：伊野町）の石灰洞「大内洞」で1952年に発見されたが、1960年代後半から生息地周辺で行われた石灰岩採掘により生息地が破壊され、絶滅が宣言されている。しかし2011年 - 2015年にかけて原記載地付近の地中（地下浅層）から再発見され、高知県のレッドデータブック（2018年版・動物編）ではランクが絶滅種(EX)から絶滅危惧I類（CR＋EN）に下方修正されている。
ラカンメクラチビゴミムシ属 Rakantrechus 
本州西端部や四国の一部・九州に分布し5亜属から構成される。
サイカイメクラチビゴミムシ亜属 Paratrechiama
ラカンメクラチビゴミムシ属の亜属で、九州中央部に固有。コゾノメクラチビゴミムシ Rakantrechus elegans S. Uéno, 1960 （体長4.5 - 5.3 mm）は大分県津久見市にあった石灰洞（小園の穴）で1955年に発見されたが、1960年代に生息地周辺で行われた石灰岩採掘により生息地が破壊され、絶滅が宣言されている。
アトスジチビゴミムシ群
ノコメメクラチビゴミムシ属 Stygiotrechus
瀬戸内海周辺地域から九州北部・五島列島に生息している。
チョウセンメクラチビゴミムシ属 Coreoblemus
対馬（長崎県）・朝鮮半島に生息している。日本に生息しているのはツシマメクラチビゴミムシのみで、他は朝鮮半島に生息している。